# Berit Lindholm
Berit Maria Lindholm (Estocolm, 18 d'octubre de 1934 - Estocolm, 12 d'agost de 2023) va ser una cantant d'òpera sueca (soprano dramàtica).

## Biografia
Lindholm va créixer a Fredhäll i va cursar els seus estudis de secundària a l'Escola Superior de Bromma (un barri d'Estocolm). Es va graduar a la universitat l'any 1957 i després va estudiar música amb Brita von Vegesack, Käthe Bernstein-Sundström a l'Escola d'Òpera d'Estocolm, entre 1961 i 1963.
Va debutar l'any 1963 com la Comtessa en Les noces de Fígaro de Mozart a l'Òpera Reial d'Estocolm i des de llavors ha cantat en escenaris internacionals com ara el Royal Opera House Covent Garden de Londres, el Festival de Bayreuth, Merola Opera de San Francisco, Dallas Opera, Metropolitan Opera de Nova York, Bayerische Staatsoper de Múnic, Wiener Staatsoper, Gran Teatre del Liceu de Barcelona, Teatre Bolxoi de Moscou, l'Òpera de Budapest, Teatre Wielki de Varsòvia i l'Òpera de Marsella.
Va debutar internacionalment de Lindholm a la Deutsche Oper am Rhein de Düsseldorf/Duisburg, on va cantar el paper de Brünnhilde de Der Ring des Nibelungen, un paper que al llarg de la seva carrera ha cantat a prop de cinquanta vegades. Ha estat reconeguda especialment pels rols de les òperes de Richard Wagner i de Richard Strauss. Va interpretar els tres papers femenins d'Elektra de Richard Strauss. Lindholm va ser la primera Isolde de Tristan und Isolde de Wagner mai cantada a l'antiga Unió Soviètica, en concret al Teatre Bolxoi de Moscou, amb l'Òpera de l'Estat de Viena sota la direcció de Karl Böhm, l'any 1971, acompanyada del tenors Wolfgang Windgassen i Jess Thomas. Més tard va ser també la primera Brünnhilde en Der Ring des Nibelungen cantada també per primera vegada a la Unió Soviètica, amb l'Òpera Reial d'Estocolm, el 1975. Aquest dos papers, Isolde i Brünnhilde, han estat els seus papers més reeixits i també els que més vegades ha interpretat al llarg de la seva carrera. Va crear el paper de Divanah en l'estrena mundial de l'òpera Behold the Sun d'Alexander Goehr a la ciutat de Duisburg a Alemanya, l'any 1985. Lindholm es va retirar el 1993.
El 1972 Lindholm va patir un problema a les cordes vocals i va haver de cancel·lar algunes de les seves actuacions. Seguint una recomanació de Birgit Nilsson, va estudiar durant més de sis mesos, entre altres coses, tècniques de respiració amb un professor de Nova York. Com a resultat la seva veu va canviar, perdent en gran part el seu molt significatiu vibrato i augmentant el seu volum sonor. Quan va tornar, la seva veu recordava molt la de la soprano sueca Astrid Varnay en els seus millors moments. Després d'una actuació del Die Walküre al Covent Garden el 1975, el famós crític Harold Rosenthal va escriure sobre ella en la revista britànica Òpera: «mai havia sentit Berit Lindholm amb tant bona veu abans d'ara. Quan algú canta com ho fa ella difícilment es pot fer millor aquest paper». Quan va interpretar Der Ring des Nibelungen al mateix teatre un parell d'anys després, un crític va escriure en la mateixa revista: «el Covent Garden es pot felicitar de tenir dues il·lustres Brünnhildes» (Lindholm havia compartir el paper de Brünnhilde amb la soprano gal·lesa Gwyneth Jones). L'èxit va fer que més tard contractessin Lindholm per cantar el paper d'Isolde a Londres, en companyia de Jon Vickers. Va cantar a continuació a Estocolm l'òpera Der Ring des Nibelungen sota la direcció de Rudolf Kempe, a l'autumne de 1975, i l'òpera Tosca de Puccini, amb Nicolai Gedda, el 30 de desembre de 1975. Lindholm va interpretar el paper de Sieglinde en una única actuació especial de Die Walküre a San Francisco, amb Birgit Nilsson com a Brünnhilde.
Se li van fer diferents ofertes d'enregistrament d'òperes. Només va acceptar enregistrar el rol de Cassandre en Les Troyens de Berlioz, per al segell Philips (1970). Li van oferir cantar el paper de Chrysotemis en l'enregistrament de Georg Solti de l'òpera Elektra de Richard Strauss i també enregistrat amb Herbert von Karajan el paper de Brünnhilde en Siegfried i Götterdämmerung per al segell Deutsche Grammophon, però Lindholm va rebutjar aquestes ofertes perquè aleshores no creia que tingués prou experiència sobre els papers en qüestió. N'existeixen gravacions en directe. Dos dels seus enregistraments, Tannhäuser i Götterdämmerung, han estat editats per la companyia discogràfica russa Melodya.
Al Gran Teatre de Liceu va participar en dues produccions de Tristan und Isolde de Wagner en el paper d'Isolde, la primera de la temporada 1972-1973 i la segona de la temporada 1977-1978.

## Premis i distincions
- 1976 – Hovsångerska (títol honorífic suec per a dones cantants d'òpera).
- 1984 – Soci número 850 de la Reial Acadèmia Sueca de Música, de la qual va ser vicepresidenta entre 1995 i 1997.[19]
- 1988 – Litteris et artibus (distinció de la Casa Reial sueca).
- 2005 – Medaljen för tonkonstens främjande (medalla de la promoció musical, la més alta distinció musical en Suècia), número 161.

## Rols (l'any indica la primera representació)
- Comtessa – Les noces de Fígaro de Mozart, debut a l'Òpera Reial d'Estocolm, 1963
- Chrysothemis – Elektra de Strauss, Òpera de París, 1964
- Leonora – Fidelio de Beethoven, Estocolm, 1965
- Leonora – Leonora, Londres, 1970
- Tosca – Tosca de Puccini, Estocolm, 1965
- Elsa – Lohengrin de Wagner, Estocolm, 1966
- Venus – Tannhäuser de Wagner, Bayreuth, 1967
- Amelia – Un ballo in maschera de Verdi, Estocolm, 1967
- Brünnhilde – Die Walküre de Wagner, Bayreuth 1968
- Abigaille – Nabucco de Verdi, Estocolm, 1968
- Elisabeth – Tannhäuser de Wagner, Estocolm, 1968
- Cassandre - Les Troyens de Berlioz, Londres, 1969
- Brünnhilde – Siegfried de Wagner, Festival de Bayreuth, 1969
- Turandot – Turandot de Puccini, Estocolm, 1969
- Isolda – Tristan und Isolde de Wagner, Estocolm, 1970
- Brünnhilde – Götterdämmerung de Wagner, Estocolm, 1970
- Noia flor – Parsifal de Wagner, Zúric, 1977
- Dona del tintorer Barak – Die Frau ohne Schatten de Strauss, Düsseldorf, 1977
- Englantina – Euryanthe de von Weber, Estocolm, 1979
- Salomé – Salome de Strauss, Estocolm, 1984
- Elektra – Elektra de Strauss, Deutsche Oper am Rhein, 1981
- Bergadrottningen – Der bergtagna (Ivar Hallström), Umeå, 1987
- Ortrud – Lohengrin, Estocolm, 1987
- Klytemnästra – Elektra, Estocolm, 1993

## Altres actuacions
- Cassandre – Les Troyens, Londres 1967
- Aida, concert, Oslo 1971
- Gurre-Lieder (Arnold Schönberg), Oslo 1977
- Cançons de Moses Pergament, Estocolm 1968
- Landschafft der Schreien, Maurice Karkoff, Estocolm 1968
- Cançons de Kerstin Jeppsson, Estocolm 1985
- Cançons de Bo Linde, Estocolm 1987
- Helmwige, Die Walküre de Wagner
- Les tres Nornes, de la tetralogia de Wagners
- Vier letzte Lieder, Richard Strauss, Estocolm
- Part de soprano del rèquiem alemany Ein deutsches Requiem, de Brahms, Uppsala
- Wesendonck Lieder de Richard Wagner, Malmö 1983
- Concert de mitjanit al Museu Nacional d'Estocolm. Música, entre d'altres, de Händel i Gluck
- Fidelio, de Beethoven, en la Sala de Concerts Hörsalen, Norrköping, Suècia
- Aparició entre els solistes d'òpera en Gröna Lund, Estocolm
- Concerts en Waldemarsudde, Estocolm
- Concert wagnerià a Malmö, retransmès per la ràdio
- Isolde, en versió concert, en la sala Carnegie Hall de Nova York